# Шварценбах (Верхній Пфальц)
Шварценбах (нім. Schwarzenbach) — громада в Німеччині, розташована в землі Баварія. Підпорядковується адміністративному округу Верхній Пфальц. Входить до складу району Нойштадт-ан-дер-Вальднааб. Складова частина об'єднання громад Прессат.
Площа — 11,90 км2. Населення становить 1152 ос. (станом на 31 грудня 2020).